# Fescamps
Fescamps – miejscowość i gmina we Francji, w regionie Hauts-de-France, w departamencie Somma.
Według danych na rok 1990 gminę zamieszkiwały 133 osoby, a gęstość zaludnienia wynosiła 26 osób/km² (wśród 2293 gmin Pikardii Fescamps plasuje się na 864. miejscu pod względem liczby ludności, natomiast pod względem powierzchni na miejscu 863.).